# 1956 au Maroc
Chronologie du Maroc
- 1952
- 1953
- 1954
- 1955
- 1956
- 1957
- 1958
- 1959
- 1960

Cet article présente les faits marquants de l'année 1956 au Maroc ou relatifs au Maroc.

## Événements
- 2 mars : le Maroc accède à l'indépendance[1].
- 7 avril : l’Espagne rétrocède le Maroc espagnol au Maroc[2]. Le sort de Tanger est réglé en octobre.
- 20 juillet : Résolution 115 concernant le Maroc[3]. Elle recommande à l'assemblée générale des Nations unies d'admettre ce pays comme nouveau membre.
- 8-29 octobre : la conférence de Fédala abroge le régime international de Tanger[4].
- 20 octobre : le sultan du Maroc Mohammed ben Youssef reçoit Ahmed Ben Bella et quatre autres dirigeants du FLN[5]. Aussitôt, les négociations franco-marocaines sont suspendues par le gouvernement français (Alain Savary).

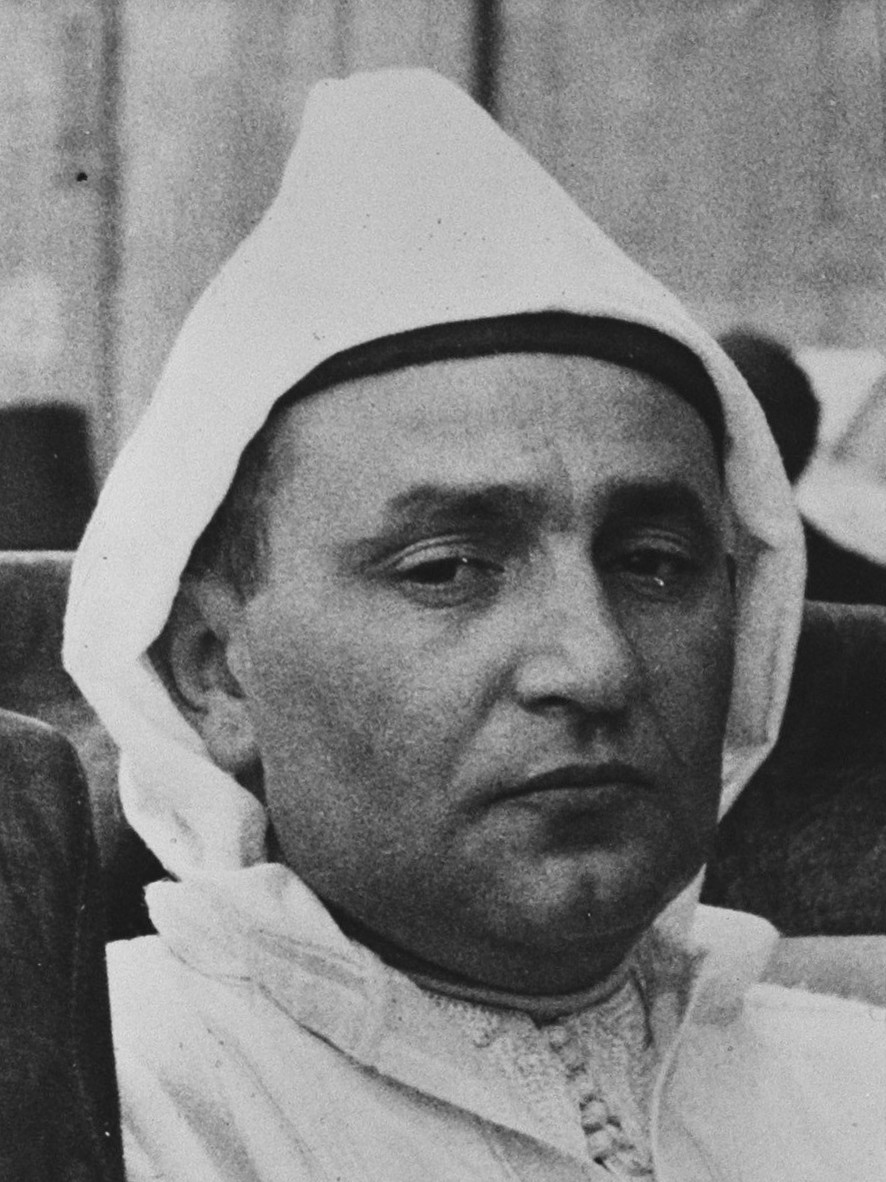
Mohammed V.

- 22 octobre : l’avion qui transportait de Rabat à Tunis Ahmed Ben Bella et les autres dirigeants du FLN est contraint de se poser à Alger où les cinq hommes sont arrêtés. Le président du Conseil Guy Mollet couvre cette initiative due aux autorités militaires d’Alger[6]. La Tunisie et le Maroc rappellent leurs ambassadeurs à Paris. Alain Savary, alors secrétaire d’État aux Affaires tunisiennes et marocaines, démissionne le 25 octobre[5].
- 23 octobre : massacre de colons français dans la région de Meknès au Maroc, en représailles à l’arrestation des dirigeants du FLN[7].

## Sports
- La Coupe du Maroc de football 1956-1957 est la 52e édition de la compétition et la première après l'indépendance du Maroc.
- Le Raja de Béni Mellal (en berbère : ⴰⵏⴰⵔⵓⵣ ⵏ ⴰⵢⵜ ⵎⵍⵍⴰⵍ Anaruz n Ayt mellal, et en arabe : رجاء بني ملال) est un club marocain de football fondé en 1956 et basé dans la ville de Béni Mellal.